# Johannes de Doperkerk (Keijenborg)
De Johannes de Doperkerk is een rooms-katholieke kerk in de Nederlandse plaats Keijenborg. De kerk is in 1932 gebouwd, waarbij Johannes de Doper als patroonheilige werd aangenomen. Voordat deze kerk werd gebouwd, beleden de rooms-katholieken hun geloof vanaf 1710 in een schuurkerk, die in 1784 door de architect van het Kwartier van Zutphen, Teunis Wittenberg, werd herbouwd. Aangezien de kerk veelal te klein bleek, werd deze in 1843 vervangen door een waterstaatskerk. Bij deze kerk werd in hetzelfde jaar een pastorie gebouwd. Dankzij de kerk kwamen diverse instellingen in het dorp, zoals een basisschool en het Maria Magdalena Postelgesticht die voor diverse zorg- en onderwijstaken stond. De waterstaatskerk bleek na verloop van tijd ook te klein en werd in 1932 vervangen door de huidige kerk, de Johannes de Doperkerk. De kerk was ontworpen door Jan Stuyt en in de kerk werden interieurelementen van de waterstaatskerk overgenomen.
De kerk is een pseudobasiliek en heeft glas-in-loodramen aan de zijkanten waarin religieuze verhalen zijn afgebeeld en wandschilderingen van Jos ten Horn. De brede toren is achter in de kerk en vormt de grootste ingang, waar echter de kleinere zijingangen als voornaamste ingang worden gebruikt. Boven de hoofdingang is door Antoon Molkenboer in een mozaïek de patroon St.-Jan de Doper aangebracht. De kerk is een gemeentelijk monument.